# Анненков, Андрей Михайлович
Андре́й Миха́йлович А́нненков (укр. Андрій Михайлович Анненков; род. 21 января 1969, Винница) — советский и украинский футболист, полузащитник и защитник. Ныне — тренер.

## Биография

### Карьера в клубах
Начинал карьеру в 1986 в курском «Авангарде». Затем 2 года выступал за армейскую команду «Искра» (Смоленск).
В 1990 году принял приглашение «Динамо» (Киев), где провел несколько лет. Твёрдым игроком основы не стал, часто оставался на скамейке запасных.

### Карьера в сборной
Единственную игру за сборную Украины сыграл 26 августа 1992 года против сборной Венгрии

### Тренерская карьера
В 2014—2015 годах работал главным тренером киевского «Арсенала».
В 2019 году, работая в штабе главного тренера сборной Украины до 20 лет Александра Петракова, стал победителем молодёжного чемпионата мира. За победу в турнире получил звание Заслуженного работника физической культуры и спорта Украины

## Личная жизнь
Сын Даниил — начинающий футболист.

## Достижения
- Чемпион СССР: 1990
- Чемпион Украины (2): 1993, 1994
- Обладатель Кубка Украины: 1993
- Победитель Первой лиги первенства России: 1997